# زينوفيلوسات
زينوفيلوسات (الاسم العلمي: Xenophilus) هي جنس من البكتيريا، سلبية الغرام، تتبع فصيلة الكوماموناسيات.